# Pilori des princes
Le pilori des princes est un pilori situé à Senones, en France.

## Localisation
Compris au sein de la commune de Senones, le monument est situé 3 place Clémenceau dans le département des Vosges en région Grand Est. 

## Protection
L'ancien pilori des princes de Salm dépendant de l'immeuble est inscrit au titre des monuments historiques par arrêté du 21 décembre 1982.